# Sean Ellis
Sean Ellis (Brighton, 1970) è un regista e sceneggiatore inglese.

## Premi e nomination
Nel 2006 riceve una nomination ai Premi Oscar 2006 nella categoria "miglior cortometraggio" grazie a Cashback (prodotto in versione originale due anni prima, nel 2004). Lo stesso film riceve numerosi altri riconoscimenti, ottenuti anche al Chicago International Film Festival ed al Tribeca Film Festival. Nel 2008 il suo Voyage d'affaires riceve una nomination ai Premi BAFTA. Nel 2013 per Metro Manila vince un British Independent Film Awards quale "miglior regista".

## Filmografia

### Regista

#### Cinema
- Left Turn - cortometraggio (2001)
- Cashback - cortometraggio (2004)
- Cashback (2006)
- Rotto (The Brøken) (2008)
- Voyage d'affaires - cortometraggio (2008)
- Metro Manila (2013)
- The Proposal - cortometraggio (2015)
- Missione Anthropoid (Anthropoid) (2016)
- The Cursed (2021)